# 유럽 입자 물리 연구소

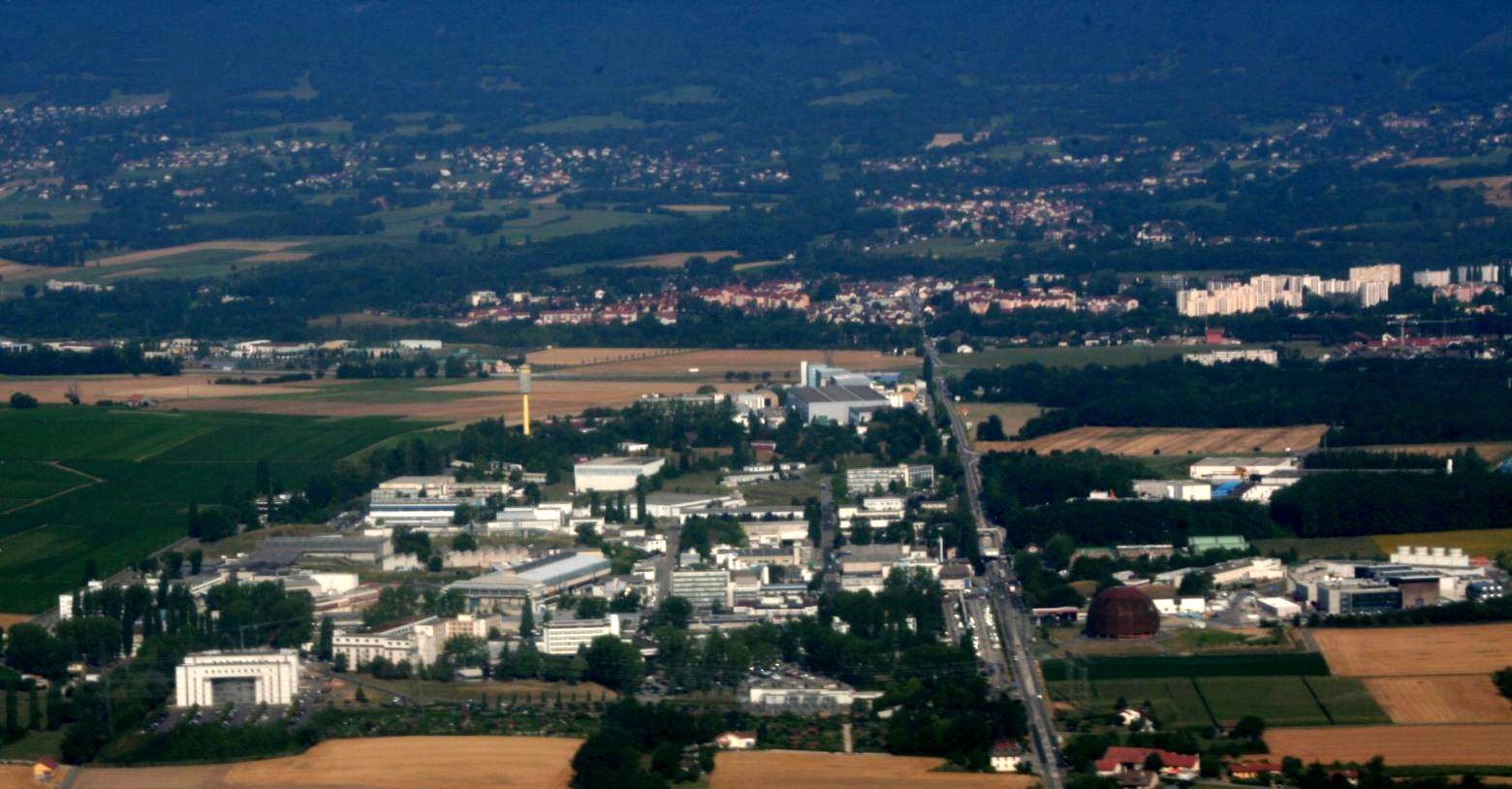
스위스 쪽에서 본 연구소 건물

유럽 입자 물리학 연구소(-粒子物理學硏究所, 프랑스어: Conseil Européen pour la Recherche Nucléaire, CERN)는 스위스 제네바와 프랑스 사이의 국경지대에 위치한 세계 최대의 입자 물리학 연구소이다. 원래 명칭은 유럽 원자핵 공동 연구소(Conseil Européen pour la Recherche Nucléaire)였고, 이를 따라서 CERN(IPA 발음: 프랑스어 [sɛʀn], 영어 [sɝn])으로 불린다.
CERN은 설립 초기부터 입자 가속기 등을 이용해, 고 에너지 물리학 연구에 많은 기여를 하였다. 또한 물리학자들의 문헌 검색 및 제휴를 위하여 고안된 HTML과 월드 와이드 웹의 발상지로도 유명하다.

## 역사

### 설립 과정
CERN은 프랑스의 물리학자 루이 드 브로이 공작의 의견으로부터 1949년 12월 프랑스 원자력 고등 위원회의 자문의원이었던 드 브로이는 스위스 로잔에서 열린 컨퍼런스에서 "여러 참가국 개개의 상황으로는 감당하기 어려운 과학 연구를 수행할 수 있는 실험실 또는 연구소가 생기면, 국가적인 시설 이상의 자원에 힘입어 규모와 비용 면에서 개별 국가의 범위를 넘어서는 과업을 수행할 수 있습니다"라고 주장했다.
결국 1951년 12월 파리에서 열린 유네스코 회의에서 연구소를 설립하는 평의회 설립에 대한 결의안이 채택되었고, 두 달 후 11개 국이 Conseil Européen pour la Recherche Nucléaire(핵 연구를 위한 유럽 평의회)의 설립 동의안에 서명해 평의회와 CERN이란 이름이 탄생한다.
1953년 7월에 생긴 CERN 협의회에서 12개 창립국의 승인을 받게 되고, 1954년 9월 29일 마침내 연구소는 Organisation Européenne pour la Recherche Nucléaire(유럽 핵 연구 조직)라는 이름으로 공식 출범하고, 평의회는 해산되었고, CERN이란 이름은 계속 남아서 연구소의 이름이 된다.
한편 연구소의 부지는 1952년 10월 평의회에서 스위스의 제네바로 결정되었고, 1953년 6월 제네바 캉통의 투표에서 최종적으로 비준되었다. 1954년 5월 17일 연구소의 공사가 시작되었다.

### 발전 과정
CERN의 발전 과정은, 입자가속기의 설치 그리고 과학적 업적과도 연관되어 있다.
CERN의 최초의 가속기는 1957년 건설된 싱크로사이클로트론(Synchrocyclotron, SC)이다. 1964년에는 양성자 싱크로트론(Proton Synchrotron, PS)이 건설되었으며, 1970년대에는 새로운 가속기인 초 양성자 싱크로트론(Super Proton Synchrotron, SPS)가 건설되었다. 1971년에는 둘레 6.9km인 CERN 최초의 충돌기인 교차 저장 링(Intersecting Storage Ring, ISR)이 건설되었고, 1989년 7월 14일에는 대형 전자 양전자 충돌기(Large Electron Positron collider, LEP)가 처음 가동되었다. 2008년에는 세계에서 가장 크고, 가장 높은 에너지 입자 충돌기인 강입자충돌기(Large Hadron Collider, LHC)가 건설되었다.
CERN의 연표는 다음과 같다.
- 1949년 CERN 설립을 최로로 제안
- 1954년 CERN 창립
- 1957년 CERN 최초의 가속기 SC 가동
- 1959년 PS 가동
- 1965년 프랑스 국경을 넘어 확장 건설
- 1968년 샤르파크, 다중성 비례 검출기 발명
- 1970년 가가멜 설치
- 1971년 ISR 가동, SPS 착공
- 1973년 가가멜 중성류 발견
- 1976년 SPS 가동. 루비아의 양성자-반양성자 충돌기 제안
- 1981년 SppS 가동. LEP 승인
- 1983년 W와 Z 보존의 발견. LEP 착공
- 1986년 SPS에서 중이온 충돌 실험 시작
- 1989년 LEP 가동
- 1990년 웹(WWW) 시작
- 1995년 LEAR에서 반수소를 만드는 데 성공
- 1997년 LEP 2 가동
- 1999년 LEP 최고 에너지 도달(202GeV)
- 2000년 LEP 종료
- 2006년 CERN 새 가속기 컨트롤 센터 가동
- 2008년 LHC 첫 번째 빔
- 2010년 LHC 7TeV 충돌 실험 성공

| 소장                                                       | 재임기간    |
| ---------------------------------------------------------- | ----------- |
| 에도아르도 아말디(이탈리아어: Edoardo Amaldi)              | 1952-1954년 |
| 펠릭스 블로흐                                              | 1954-1955년 |
| 코르넬리스 바커르(네덜란드어: Cornelis Bakker)             | 1955-1960년 |
| 존 애덤스(영어: John Adams)                                | 1960-1961년 |
| 빅토어 바이스코프                                          | 1961-1965년 |
| 베르나르 그레고리(프랑스어: Bernard Gregory)               | 1966-1970년 |
| 빌리발트 옌치케(독일어: Willibald Jentschke)               | 1971-1975년 |
| 존 애덤스(John Adams)                                      | 1971-1980년 |
| 레옹 판 호버(네덜란드어: Léon van Hove)                    | 1976-1980년 |
| 헤르비히 쇼퍼(네팔어: Herwig Schopper)                     | 1981-1988년 |
| 카를로 루비아                                              | 1989-1993년 |
| 크리스토퍼 루엘린스미스(영어: Christopher Llewellyn-Smith) | 1994-1998년 |
| 루치아노 마이아니(이탈리아어: Luciano Maiani)              | 1999-2003년 |
| 로베르 에마르(프랑스어: Robert Aymar)                      | 2004-2008년 |
| 롤프디터 호이어(독일어: Rolf-Dieter Heuer)                 | 2009-현재   |
| 파비올라 자노티                                            | 2016        |

### 현재
CERN은 유럽 20개의 회원국에 의해 운영되고, 비 유럽 국가들도 여러 방식으로 참여하고 있다. 회원국은 자본금과 CERN 프로그램의 운영비를 분담하고, 평의회에 참석할 권리를 가진다. 회원국이 될 수 없거나, 자격이 없는 국가 또는 국제 기구들은 참관국이 될 수 있다. 참관국은 평의회에 참관하고 문서를 열람할 수 있지만, 결정 과정에는 참여할 수 없다.
CERN에는 약 2,500명이 상시적으로 일하고 있다. 또한 세계 85개국의 580여 대학과 연구소에서 약 8,000명의 과학자들이 연구를 하러 CERN을 방문하고, 이용하고 있다.
싱크로사이클로트론(SC)과 교차 저장 링(ISR)은 현재 가동 중지되어 사용되지 않고 있지만, LHC를 비롯한 나머지 가속기와 충돌기는 여전히 CERN의 입자 물리학 및 핵 물리학 연구에 이용되고 있다.
| 회원국     | 기여도  | 백만 스위스 프랑 | 백만 유로 |
| ---------- | ------- | ---------------- | --------- |
| 독일       | 19.88 % | 218.6            | 144.0     |
| 프랑스     | 15.34 % | 168.7            | 111.2     |
| 영국       | 14.70 % | 161.6            | 106.5     |
| 이탈리아   | 11.51 % | 156.5            | 93.4      |
| 스페인     | 8.52 %  | 93.7             | 61.8      |
| 네덜란드   | 4.79 %  | 52.7             | 34.7      |
| 스위스     | 3.01 %  | 33.1             | 21.8      |
| 폴란드     | 2.85 %  | 31.4             | 20.7      |
| 벨기에     | 2.77 %  | 30.4             | 20.1      |
| 스웨덴     | 2.76 %  | 30.4             | 20.0      |
| 노르웨이   | 2.53 %  | 27.8             | 18.3      |
| 오스트리아 | 2.24 %  | 24.7             | 16.3      |
| 그리스     | 1.96 %  | 20.5             | 13.5      |
| 덴마크     | 1.76 %  | 19.4             | 12.8      |
| 핀란드     | 1.55 %  | 17.0             | 11.2      |
| 체코       | 1.15 %  | 12.7             | 8.4       |
| 포르투갈   | 1.14 %  | 12.5             | 8.2       |
| 헝가리     | 0.78 %  | 8.6              | 5.6       |
| 슬로바키아 | 0.54 %  | 5.9              | 3.9       |
| 불가리아   | 0.22 %  | 2.4              | 1.6       |
| 총합       | 100 %   | 1098.6           | 724.0     |

환율: 1 CHF = 0,829 EUR (2011년 9월 19일 기준)

## 연구 분야

### 고 에너지 물리학
CERN은 설립 목적에 걸맞게 입자 물리학에서 물리학자 집단을 선도하며, 최고의 성과를 이루어 내었다.
많은 중요한 실험들이 CERN에서 이루어졌다.
- 1973: 가가멜 상자 실험을 통한 중성류 발견[2]
- 1983: UA1, UA2실험을 통한 W와 Z보존의 발견[3]
- 1989: LEP를 이용한 Z 보존 실험에서 경 뉴트리노군의 수량 결정
- 1995: PS210 실험에서의 반물질일종인 반수소입자 최초 생성[4]
- 1999: NA48실험에서의 직접적인 CP 위반 현상 관찰[5]
- 2010: 반 수소입자(antihydrogen) 38개의 분리[6]
- 2011: 반 수소입자를 15분간 유지시키는데 성공[7]

CERN의 카를로 루비아와 시몬 반 데르 메르는 1984년 W와 Z보존 발견에 기여한 업적으로 1984년 노벨 물리학상을 수여받았다.
CERN의 조르주 샤르파크는 다중 선 비례 검출기를 발명해 입자 검출기의 발전에 기여한 업적으로 1992년 노벨 물리학상을 수여받았다.

### 컴퓨터 과학

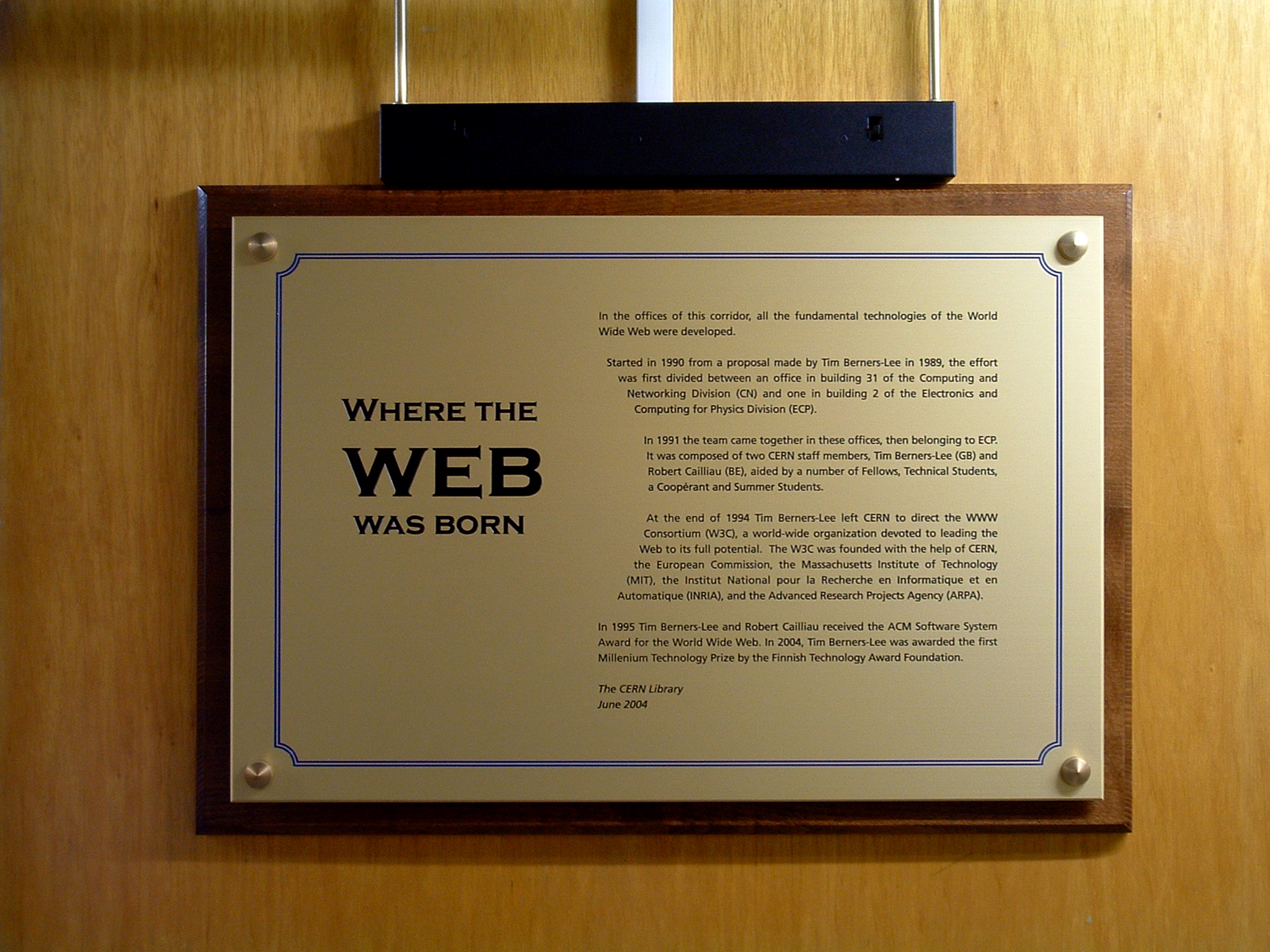
CERN: 월드 와이드 웹이 만들어진 곳

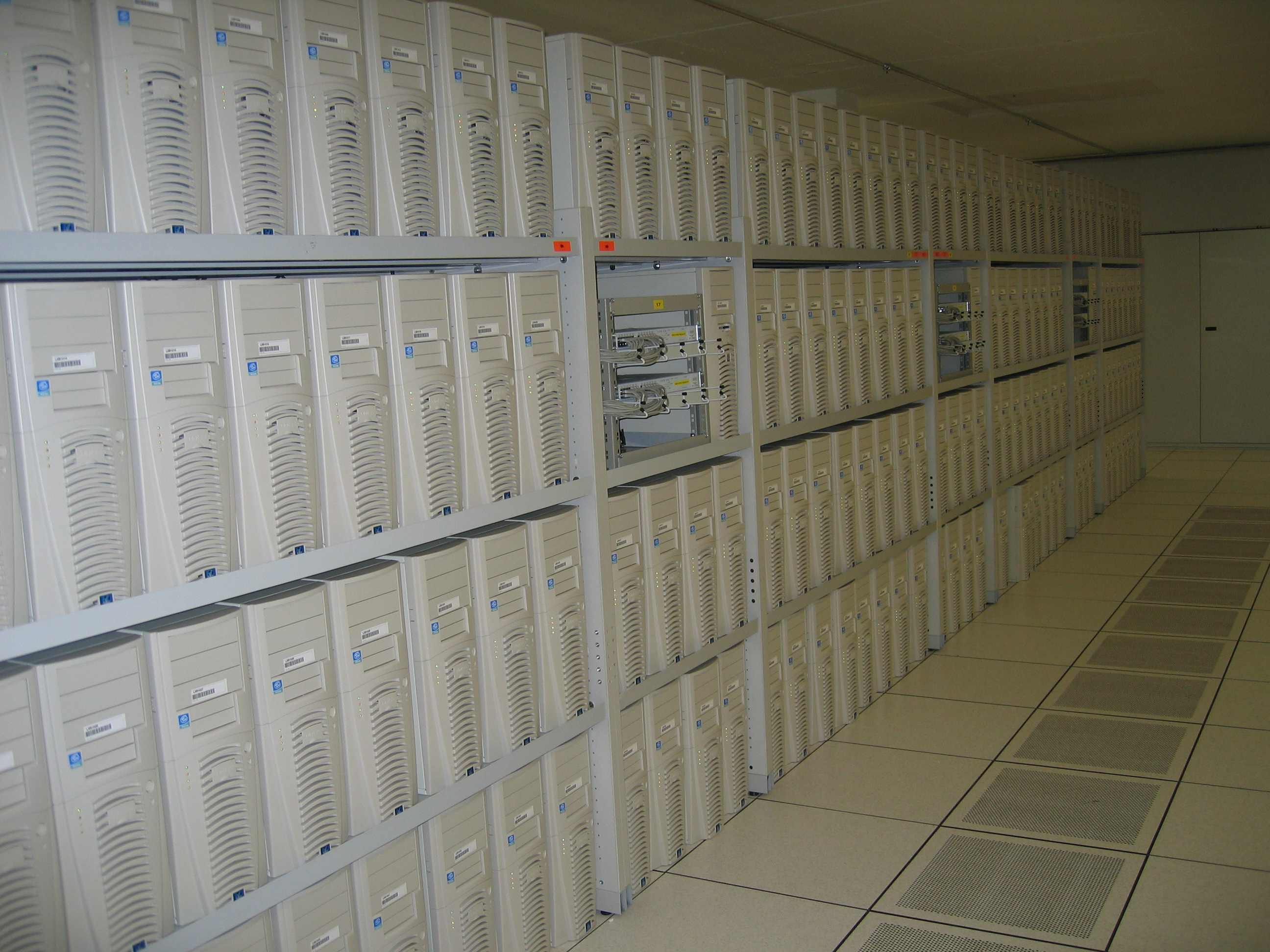
CERN의 컴퓨터 그리드

CERN은 물리학 이외의 분야에서도 큰 업적을 남겼는데, 월드 와이드 웹(WWW)의 발명이 바로 그것이다. CERN의 여러 컴퓨터에서 얻은 방대한 데이터를 효율적으로 관리하고 주고받는 시스템을 개발하기 위한 프로젝트였던 웹은 1989년 팀 버너스 리가 기획하였다. 그의 계획은 1980년 그가 CERN에서 일하기 시작하면서부터 계획했던 프로그램이었으며, 인콰이어(ENQUIRE)라는 프로그램을 만들기도 했다. 그는 자신의 생각을 구체화해 하이퍼텍스트를 이용한 인터넷을 도입하려 했지만, 그의 기획은 채택되지 않았다. 리는 다음 해 1990년 벨기에의 컴퓨터 공학자 로버트 카죠의 도움을 받아 프로젝트를 다시 발전시켰다. 그는 NeXT사의 컴퓨터에서 직접 웹 코드를 작성하였고, 그 해 12월에는 첫 번째 웹 사이트가 탄생하였다. 1994년 4월 30일 그는 웹을 전 세계 어느 사람이나 아무런 제약을 받지 않고 쓸 수 있도록 하게 하는 허가를 CERN으로부터 받아내었다.
CERN은 후에 LHC 프로젝트의 시작과 함께 웹에 대해서 공식적으로 손을 떼었다.
최근에는 네트워크상에 있는 수많은 컴퓨터들의 자원을 동시에 이용하여 단일 문제를 풀기 위한 기술인 그리드 컴퓨팅의 중심지로서 역할을 하고 있다. CERN은 그리드 컴퓨팅 기술을 이용한 EGEE(Enabling Grids for E-sciencE) 프로젝트에도 큰 영향을 미쳤으며, LHC에서부터 얻은 엄청난 양의 테이터를 처리하기 위해 사용되는 LHC Computing Grid와 스위스의 두 개의 IXP(Internet Exchange Points) 중 하나인 CIXP(CERN Internet Exchange Point)에도 연관되어 있다.

## 과학적 성취

### 가가멜 프로젝트
가가멜 프로젝트는 전기적으로 중성인 약한 상호작용을 의미하는 중성류의 증거를 발견하기 위해 발족한 프로젝트이다.
전자기적인 상호 작용으로 상대적으로 작은 중성류의 효과가 검출되기는 쉽지 않은 일이었고, 이를 해결하기 위해 전자기 상호 작용을 하지 않는 중성미자를 이용하여 중성류의 효과만을 볼 수 있는 실험을 설계하여야 했다. 1963년 시에나 컨퍼런스 직후 많은 양의 중성미자를 볼 수 있는 새로운 중성미자 실험이 계획되었고, 195년 CERN과 프랑스 원자력 위원회사이에 이루어진 협약을 바탕으로 1965년 12월 가가멜이라는 이름의 새로운 대형 거품상자의 제작이 계획되었다. 가가멜이라는 이름은 소설 <가르강튀아와 팡타그뤼엘 이야기>에 나오는 거인 족의 이름에서 따왔다.
가가멜 거품 상자는 프랑스의 새클레이(Saclay) 실험실에서 제작되었다. 가가멜은 지름 1.8미터, 길이 4.8미터, 무게 1,000톤이 넘는 원통 속에 18톤의 액체 프레온을 채워 넣었고, 1970년 PS의 중성미자 빔이 나오는 CERN의 남동쪽 지역에 설치되었다. 가가멜의 중성류 연구는 1972년 초부터 본격적으로 시작되었고, 뮤온 중성미자가 중성류를 통해 원자 내부 전자와 탄성 충돌하고, 이 결과로 튀어나온 전자가 발견되었다. 이 발견은 1972년 9월부터 1973년 3월 사이에 일어났으며, 충분한 검토 후, 중성류의 발견은 거의 확정적인 것이 되었다. 하지만, HPWF 그룹에서 추가적인 분석 결과 신호가 사라졌다고 발표하면서 가가멜 프로젝트에 대한 의혹이 제기되었지만, 가가멜 그룹의 멤버들은 쏟아지는 질문에 잘 버텨나갔다. 1년 후 1974년 6월 런던에서 열린 컨퍼런스에서는 가가멜 그룹이 이전의 두 배의 데이터를 가지고 발표하였고, HPWF 그룹도 자신들의 실수를 설명하였으며, 페르미 연구소와 아르곤 국립 연구소의 추가적 확인으로 중성류의 존재가 완전하게 확인되었다.

### W 보존과 Z 보존의 발견
CERN이 세운 수많은 업적 중에서도 가장 최고로 꼽히는 것은 W와 Z보존을 발견한 것이다. W 보존과 Z 보존의 발견은 원자핵 사이의 약한 상호작용을 매개 되는 입자를 찾기 위한 시도에서 얻어진 결과였다. 1930년대 중반 페르미가 원자핵의 베타 붕괴로부터 상호 작용의 패턴을 읽어내었고, 뮤온의 붕괴, 파이온의 붕괴 등의 현상도 페르미의 이론으로 잘 설명되는 것이 확인되면서 강한 상호작용과 약한 상호 작용이 다른 상호 작용임이 명백해졌었다. 이후에도 이에 대한 연구는 계속되었고, 머리 겔만, 리처드 파인만, 셸던 리 글래쇼, 피터 힉스 등의 과학자들에 의해 약한 상호 작용에 관련된 연구 결과들을 제시되고 있었다. 1967년에는 이 모든 것을 정교하게 짜 넣어 W 보존과 Z 보존으로 매개 되는 약한 상호 작용과 질량이 없는 광자를 통해 매개되는 전자기 상호 작용을 함께 기술하는 스티븐 와인버그의 논문 <렙톤의 모형>이 발표되었다.
당시까지 W 보존과 Z 보존의 발견을 위해 사용되던 CERN의 가속기는 SPS였다. SPS를 이용하여 400GeV에 이르는 양성자 빔을 생성하고, 이를 바깥으로 뽑아낼 수 있는 데까지는 처음 설계안이 올라갔던 1964년으로부터 10년 이상이 걸렸고, 이를 위해 투자된 비용도 1970년 당시 기준으로 11억 5,000만 스위스프랑에 달하였다. 하지만, 와인버그의 논문뿐 아니라, 1969년 양성자 안의 쿼크의 존재가 발견되고, 1971년 양-밀스 이론의 재규격화가 증명되고, 게이지 이론이 떠올랐으며, 1973년 양-밀스 이론의 점근 자유성이 증명되었고 1974년 새로운 쿼크의 존재를 의미하는 중간자의 발견, 1975년 타우온 1977년 바닥 쿼크의 발견으로, W 보존과 Z 보존의 발견을 위해서는 SPS와 다른 방식의 새로운 가속기가 필요하다는 의견이 대두하였다.
반면, 중성미자-핵자 충돌 실험, 전자와 양전자가 30~40GeV의 에너지로 충돌하는 SLAC의 PETRA 실험, 1970년 후반과 1980년대 초반 사이에 얻은 뮤온 쌍이 생성되는 과정의 전방-후방 비대칭성 데이터로부터 W와 Z 보존의 질량이 50GeV와 100GeV 사이에 있을 것이라 추정되었다. 또한 와인버그 각의 정밀한 측정을 통하여 W 보존과 Z 보존의 질량이 각각 약 80, 90GeV라고 예측되었다. 따라서, 새로운 가속기는 이 정도 질량의 입자를 만들 수 있을 정도의 에너지까지 입자를 가속할 수 있어야 했고, 이에 따라 전자-양전자 충돌을 만들어내는 LEP와 SPS를 양성자-반양성자 충돌기로 개조해야 한다는 두 개의 안이 제안되었다. 하지만, 시간적인 압박과 기술적인 문제로 인하여 LEP 계획은 사실상 무산되었다.
SPS를 양성자-반양성자 충돌기로 개조하자는 제안은 카를로 루비아(Carlo Rubbia)에 의해 주장되었다. CERN의 대다수 가속기 전문가들은 이 의견에 대해 부정적인 시각을 보냈으나, 카를로 루비아는 자신의 주장에 관한 확신이 있었고 자신의 제안이 채택되지 않는다면 페르미 연구소로 가겠다는 말까지 언급하며 자신의 의견을 굽히지 않았고, 결국 카를로 루비아의 제안은 채택되었다. CERN이 이 안을 진행하는 동시에 루비아의 팀은 UA1(Underground Area 1)검출기 설계를 시작하고, ICE(초기 냉각 실험, Initial Cooling Experiment)를 제안하였다. 확률적 냉각 기술과 전자 냉각 기술은 1978년, 1979년 성공하였고, UA1 검출기 설계안이 승인된 후 6개월 후 UA2 설계안이 승인되었다. 1981년 UA1, UA2 검출기가 모두 완성되고, 개조된 양성자-반양성자 충돌기는 SppS라 부르기로 하였다. 같은 해 7월, SppS가 처음 가동되었다.
SppS의 충돌 실험에서부터 W 보존의 존재를 밝히는 신호가 나왔다.W 보존은 쿼크 쌍이나 렙톤-중성미자 쌍으로 붕괴하는데, 1983년 UA1 그룹에서 전자나 뮤온이 W 보존에서 붕괴되어 만들어짐을 뜻하는 빔의 수직 방향의 큰 에너지 성분이 관측되었고, 검출된 전자나 뮤온의 에너지와 손실된 에너지의 합이 W 보존의 예상 질량과 비슷함을 보여주는 6개의 신호를 발견한 것이다. 이어 4개의 같은 사건을 관측한 UA2 그룹의 관측 신호도 발견되고, 같은 해 4월부터 5월까지 UA1으로부터 54개의 신호를 더 얻었다. 추가로, Z 보존의 붕괴로 보이는 신호 5개(전자 쌍으로 붕괴하는 신호 4개와 뮤온 쌍으로 붕괴하는 신호 1개)가 얻어지고, UA2에서도 Z 보존의 붕괴로 보이는 신호 3개를 얻으면서, 1983년 마침내 W 보존과 Z 보존의 실재함이 CERN을 통하여 실험적으로 밝혀졌다.
2020년에 테트라쿼크를 발견했다.

## 입자가속기

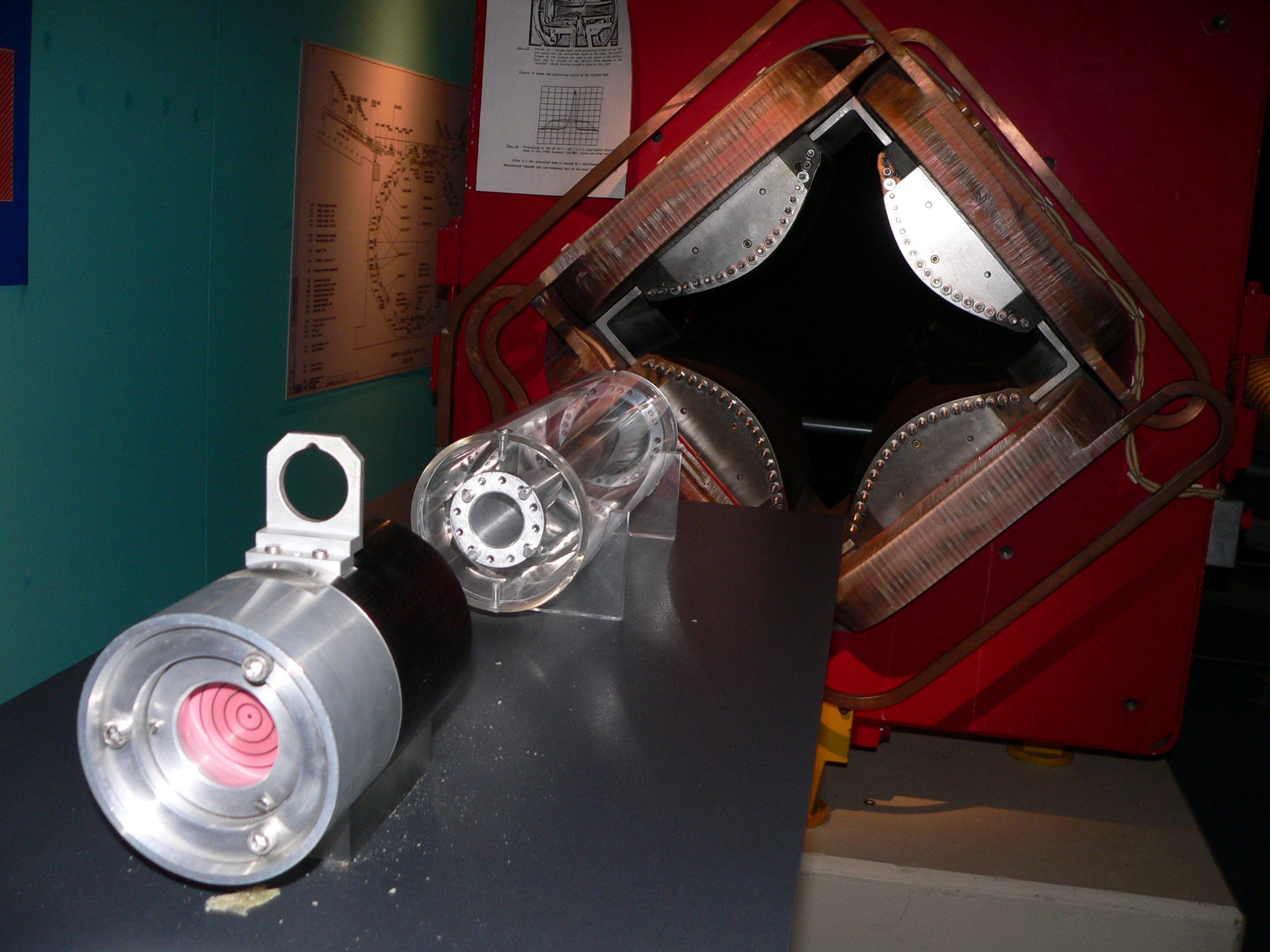
CERN의 마이크로코슴(Microcosm)에 전시되어 있는 양성자-반양성자 충돌기인 SPS

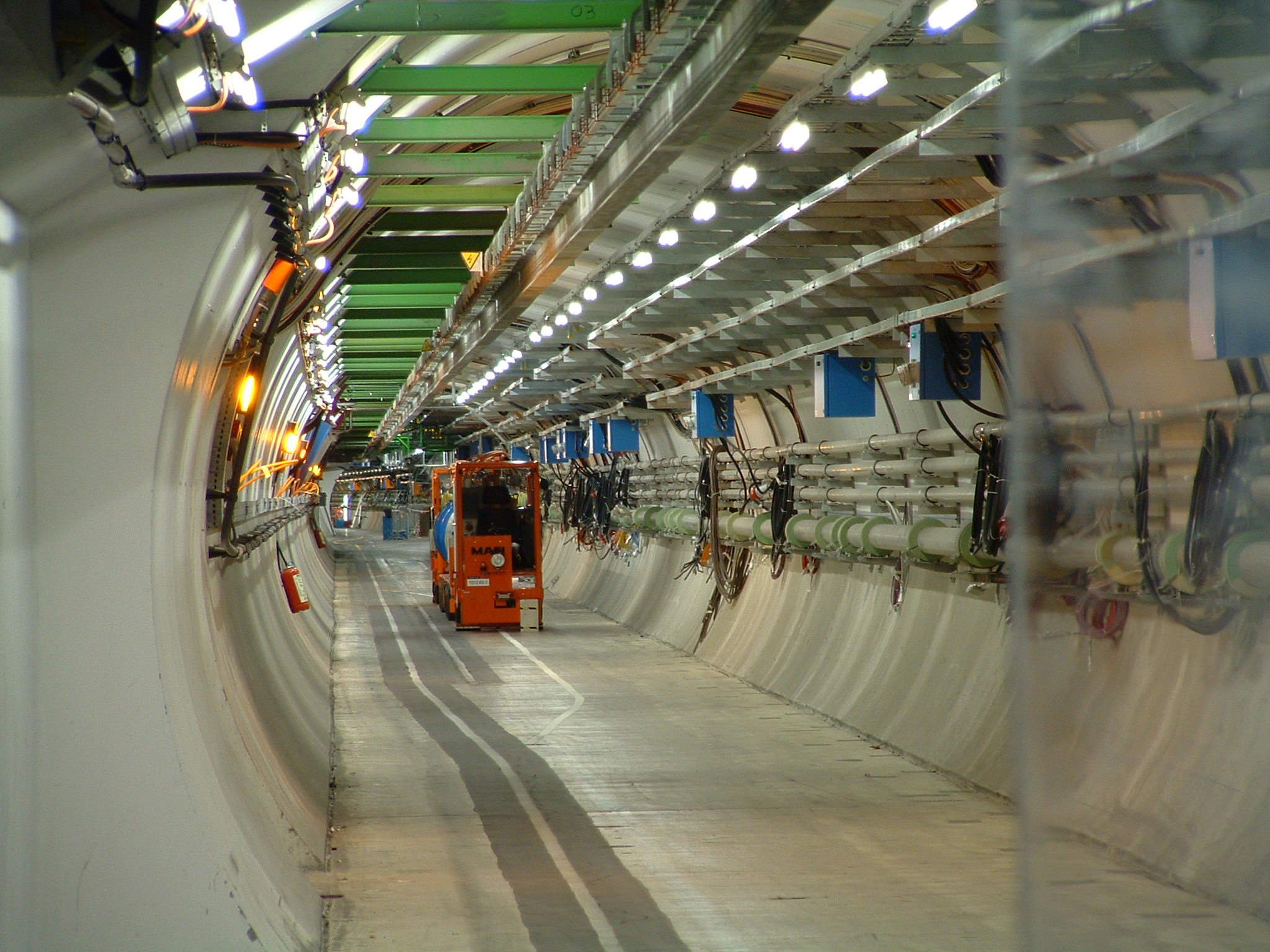
LHC

#### SC (Synchrocyclotron)
CERN 최초의 입자 가속기인 싱크로사이클로트론은 1957년 건설되었다. 양성자를 600MeV까지 가속할 수 있는 SC는 후속 가속기가 건설되는 1964년 이후에는 핵물리학 실험에 사용되었다. 1967년부터 SC는 이온 연구용 가속기인 ISOLDE에 빔을 공급하는 가속기로 쓰였고, ISOLDE가 다른 가속기로 교체되면서 가동을 마쳤다.

#### PS (Proton Synchroton)
PS는 28GeV의 에너지로 양성자를 가속할 수 있고, 미국의 브룩헤븐 국립연구소의 AGS가 완성된 1960년 7월 전까지는 세계에서 가장 높은 출력을 내는 가속기였다.
양성자 싱크로트론은 1959년 11월 24일 처음 양성자 가속을 시작했다. PS는 CERN의 입자 물리학 연구의 주 가속기로 오랫동안 활약했으며, 오늘날도 여전히 활약하고 있다.
현재는 새로운 가속기가 설치되면서 주로 새 가속기에 빔을 공급하는 역할을 하고 있다.

#### ISR (Intersecting Storage Ring)
최초의 입자 충돌기 교차 저장 링은 1971년 처음 가동되기 시작했다. PS가 성공적으로 가동되자, CERN에서는 PS에서 나온 양성자 빔을 2개의 연결된 링에 보내어 반대 방향으로 회전하게 하여서 충돌시키는 아이디어를 고안했고, 이 과정에서 ISR이 계획되었다. ISR은 1965년 공식적으로 승인되었고, 1971년 세계 최초로 양성자-양성자 충돌을 일으켰다.

#### SPS (Super Proton Synchroton)
초 양성자 싱크로트론은 PS로부터 가속된 빔을 다시 가속해 양성자를 400GeV까지 가속한다.
SPS의 첫 번째 설계안이 CERN의 위원회에 올라온 것은 1964년이었다. SPS 프로젝트는 1971년 2월에 승인되었고, 5년 동안의 건설기간을 거쳐 1976년에 가동을 시작한다.
SPS는 충돌기가 아니므로 가속된 빔은 다시 바깥으로 빠져 실험에 이용된다. SPS는 1977년 5월이 돼서야 모든 테스트가 끝나고, 정상 가동이 시작되었다.
SPS는 CERN의 가장 중요한 성과중에 하나인 W보존과 Z보존을 발견하는 실험에 사용되었다.

##### SppS(Super Proton-antiProton Synchroton)
SPS가 사용되던 당시 CERN 소장인 카를로 루비아는 기존의 가속기를 개량해 양성자-반양성자 충돌을 시키는 가속기로 개조시켜서 W와 Z보존을 찾는데 사용하자고 제안했다. 실제로 1978년 전자 냉각기술을 이용해 반 양성자를 생성하는 실험이 성공적으로 끝나면서, CERN에서는 반양성자 집적기를 설계하기 시작한다.
그러나 SPS는 초전도 전자석을 사용하지 않았기 때문에, 에너지에 한계가 드러났다. 애초에 2개의 빔을 이용하는 충돌기가 아니였기 때문에, 충돌기로 사용될 때의 에너지는 단일 빔을 가속할 때 보다 낮아질 수 밖에 없었다. 그래서 양성자-반양성자 충돌기로 개조된 후 얻어진 최대 가속에너지는 400GeV가 아니라 270GeV에 그쳤다.
CERN은 W와 Z보존을 찾기위한 UA1,UA2검출기를 완성하고, SPS에 설치한다.
이 때 단일 빔을 가속시키는 SPS와 구별하기 위해, 양성자-반양성자 충돌기로 작동하는 SPS를 SppS라고 부른다.

#### LEP (Large Electron Positron collider)
대형 전자-양전자 충돌기는 전자 및 양전자 싱크로트론으로 고 에너지의 전자와 양전자를 충돌시켜 W보존과 Z보존을 대량으로 생성하는 목적으로 건설되었다. LEP계획은 1970년대 중반, 처음 제안되었고, 표준모형이 올바른 이론인가를 구체적으로 검증하기 위해 강력한 전자-양전자 충돌 실험용 가속기가 요구되었다. CERN은 당시 양성자 가속기만을 건설해왔고, 전자-양전자 가속기는 LEP가 처음이었다.
1981년 LEP계획이 공식적으로 승인되었고, 당시 CERN소장 존 애덤스는 약 2 km 둘레의 전자-양성자 싱크로트론을 건설한 계획을 세웠다.
LEP는 스위스와 프랑스의 국경을 네 번이나 통과하며, 당시 가장 큰 가속기였던 CERN의 SPS와 페르미 연구소의 가속기보다 4배가량 컸다. 우주선의 방해를 최소화하기 위해 평균 100m 지하에 원형의 터널이 건설되었다. LEP 지하터널 토목공사는 1983~1988년 사이에 유럽 최대의 토목 공사였다.

#### LHC (Large Hardron Collider)
- 조금 더 자세한 내용은 LHC를 참조하세요

LHC는 둘레 27km의 터널에 자리 잡고 있으며, 양성자 빔을 7TeV로 충돌시킬 수 있고, 납 원자핵을 574TeV로 충돌시킬 수 있다.
LHC가 공식적으로 논의되기 시작한 것은 1984년 3월에 열린 ECFA-CERN 워크샵에서였다. SppS의 실험이 성공적으로 끝나고, LEP가 건설중이었던 이 시점에서 사람들은 다음 세대의 양성자 가속기에 관심을 가지기 시작했다.
CERN은 가속기 건설에 드는 예산 절감을 위해 LEP가 설치된 터널을 이용해 가속기를 설치하기로 결정했고, 1989년 LHC 연구 그룹이 결성되었다. 이후 LHC 제작 및 연구에 대한 많은 실험이 수행되었고, 실효성 및 실행 가능성 등이 논의된 끝에 1994년 12월 16일 LHC가 정식으로 CERN에서 승인된다.

## 회원국

2008년 기준 CERN 회원국
설립 당시의 회원국
설립 이후 가입한 회원국

1954년부터 1999년까지의 회원국

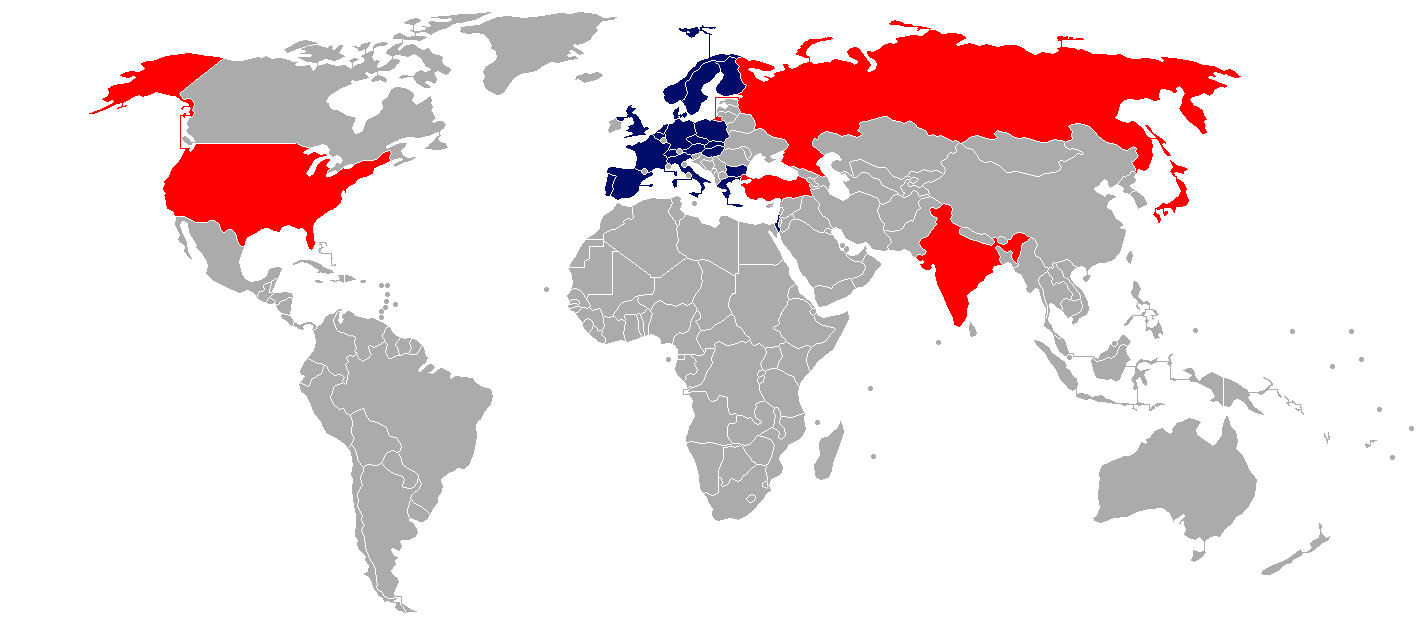
2008년 CERN 회원국 (파란색)과 참관국(빨간색)

현재 20개국이 회원국의 자격을 가지고 있다.

### 설립 당시 CERN 가입국
- 벨기에
- 덴마크
- 서독
- 프랑스
- 그리스
- 이탈리아
- 노르웨이
- 스웨덴
- 스위스
- 네덜란드
- 영국
- 유고슬라비아

### 설립 이후 가맹하거나 탈퇴한 회원국
- 오스트리아 1959년 가맹
- 유고슬라비아 1961년 탈퇴
- 스페인 1961년 가맹, 1969년 탈퇴, 1983년 재가맹
- 포르투갈 1985년 가맹
- 핀란드 1991년 가맹
- 폴란드 1991년 가맹
- 헝가리 1992년 가맹
- 체코 1993년 가맹
- 슬로바키아 1993년 가맹
- 불가리아 1999년 가맹

2011년 현재 위의 20개국이 CERN의 회원국이다. 그 외 다음 2개국이 가입 예정 상태이다.
- 루마니아 는 CERN으로부터 2010년 초청을 받았으며, 2015년 가입 예정
- 이스라엘 은 2011년에 준회원국이 되었고, 2013년에 회원국이 될 예정

그 외 다음의 4개국은 가입 의사를 밝혔으나, 현재 비회원국 상태이다.
- 키프로스
- 세르비아
- 슬로베니아
- 튀르키예(현재 참관)

### 참관 (옵저버)
- 인도
- 일본
- 러시아
- 튀르키예
- 미국

위 5개국은 참관(옵저버) 상태로 CERN에 관여되어 있으며, 아래의 두 국제 기관을 따르고 있다.
- 국제 연합 UNESCO
- 유럽 위원회

그 외에도 여러 나라들이 CERN에 연관되어 있다. 회원국은 아니지만, 현재 CERN에 프로그래머들이 있는 국가들은 다음과 같다.
- 알제리
- 아르헨티나
- 아르메니아
- 오스트레일리아
- 아제르바이잔
- 벨라루스
- 브라질
- 캐나다
- 칠레
- 중화인민공화국
- 콜롬비아
- 크로아티아
- 쿠바
- 키프로스
- 이집트
- 에스토니아
- 조지아
- 아이슬란드
- 이란
- 아일랜드
- 리투아니아
- 북마케도니아
- 멕시코
- 몬테네그로
- 모로코
- 뉴질랜드
- 파키스탄
- 페루
- 루마니아
- 사우디아라비아
- 세르비아
- 슬로베니아
- 남아프리카 공화국
- 대한민국
- 중화민국
- 태국
- 아랍에미리트
- 우크라이나
- 베트남

## 공개 시설

### 과학과 혁신의 글로브(The Globe of Science and Innovation)

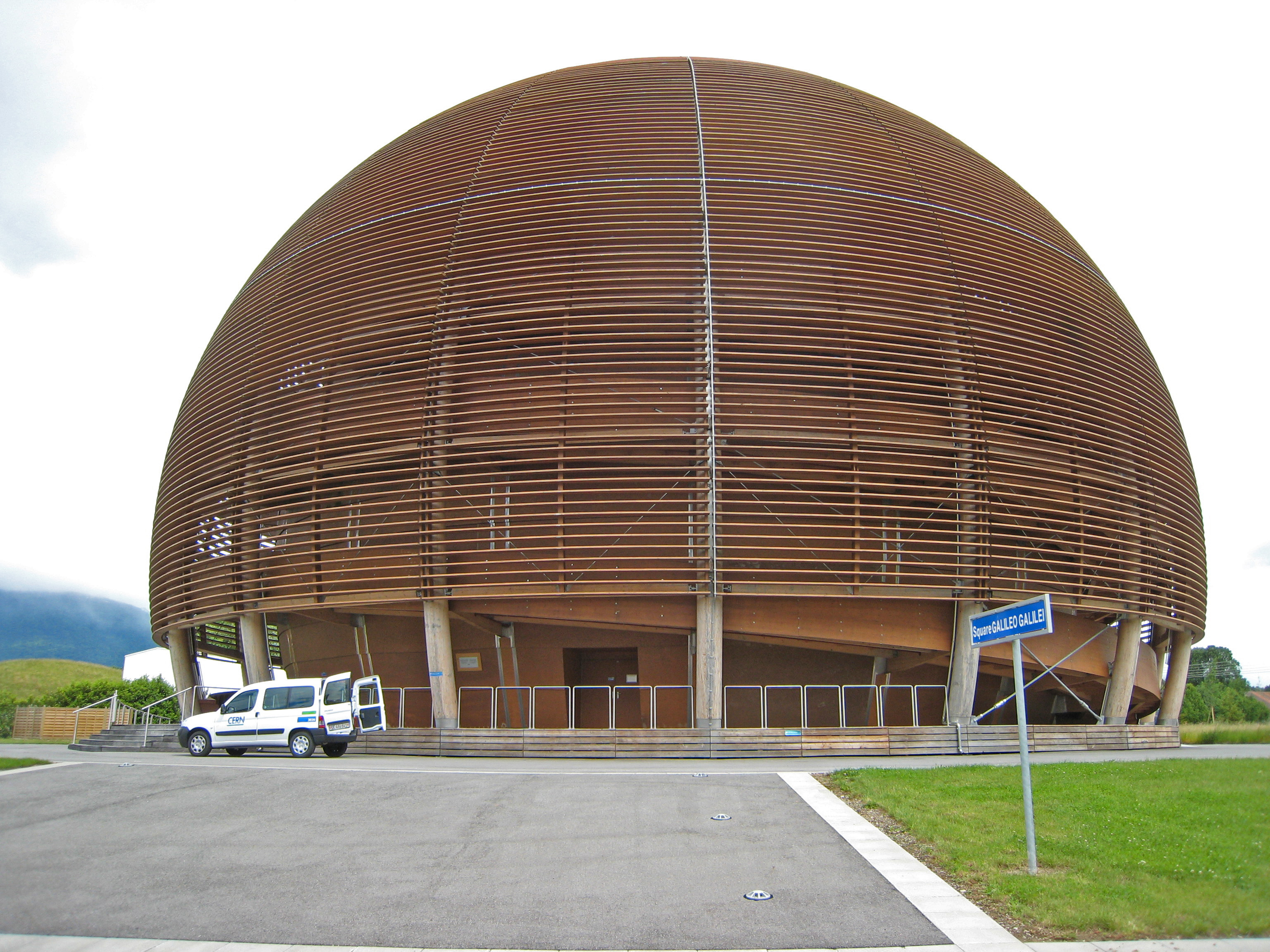
CERN의 공개 시설, 과학과 혁신의 글로브

과학과 혁신의 글로브는 CERN의 대표적인 공개시설로, 27m 높이와 40m 지름을 가지고 있다. 월요일부터 토요일 오전 10시부터 오후 5시까지 공개하며, 신비로운 세계, LHC, 입자 감지, 국경 없는 과학, 그들만의 단어 속, 연구 분야의 6개의 전시구역으로 나뉘어 있다. 이 건물은 CERN에서 이루어진 중요한 일들을 제네바 근처의 프랑스와 스위스뿐 아니라 전 유럽에 공유하는 역할을 맡고 있다.
글로브의 목재 외각은 2000년 하노버에서 열린 세계 박람회에서 스위스 파빌리온(Swiss Pavilion)의 주요 부분으로서 처음 건설되었다. 이후 스위스 국립 전시회 Expo '02로 옮겨졌었고, 스위스 정부는 이 건축물이 오랫동안 지속하기를 원하였다. 이에 CERN은 민간 기업과 공공 기업 간 혁신적 기술의 토론과 교환뿐만 아니라, 일반 대중을 위한 과학, 기술과 산업에 관한 프레젠테이션을 위한 장소로 쓰겠다고 제안하였고, 이는 스위스 정부에 의해 채택되었다. 그렇게 하여 과학과 혁신의 세계는 현재 위치에 2004년 재건되었으며, 2004년 9월 19일 CERN의 50주년 공식 행사를 위해 처음 사용되었다. 그동안 안전시설과 단열 및 방음 시설이 추가로 건설되었고, 2005년 9월 16일부터 대중에게 제한적으로 공개되었다.
글로브는 과학, 산업과 사회 사이의 관계가 발전될 수 있도록 하는 모든 전시회, 회의, 미팅, 토론 등을 환영하고 있으며, 젊은 사람들의 과학에 대한 관심을 증가시키고, 미래 과학자들 양성을 위한 교육의 발전을 위해 사용되고 있다. 글로브는 ”CERN이 이 세상에서 가지는 중요성에 대한 인식을 증가시키고, 과학과 사회 사이의 상호작용을 위한 큰 무대를 제공”하는 CERN 커뮤니케이션 그룹으로서 책임감을 가지고 있다고 전한다.
글로브의 대표적인 전시회는 1층에 있는 <입자의 세계(Universe of Particles)>이다. 인터렉티브 키오스크(interactive kiosk), 인터렉티브 스크린, 패널, 디스플레이, 오디오 키오스크 등을 준비되어 있으며, 전시회에서는 LHC를 포함한 CERN의 여러 가속기 등을 통해 탐구되고 있는 입자 물리학 내용을 알려주고 있다. 

### 마이크로코슴 박물관(Microcosm Museum)

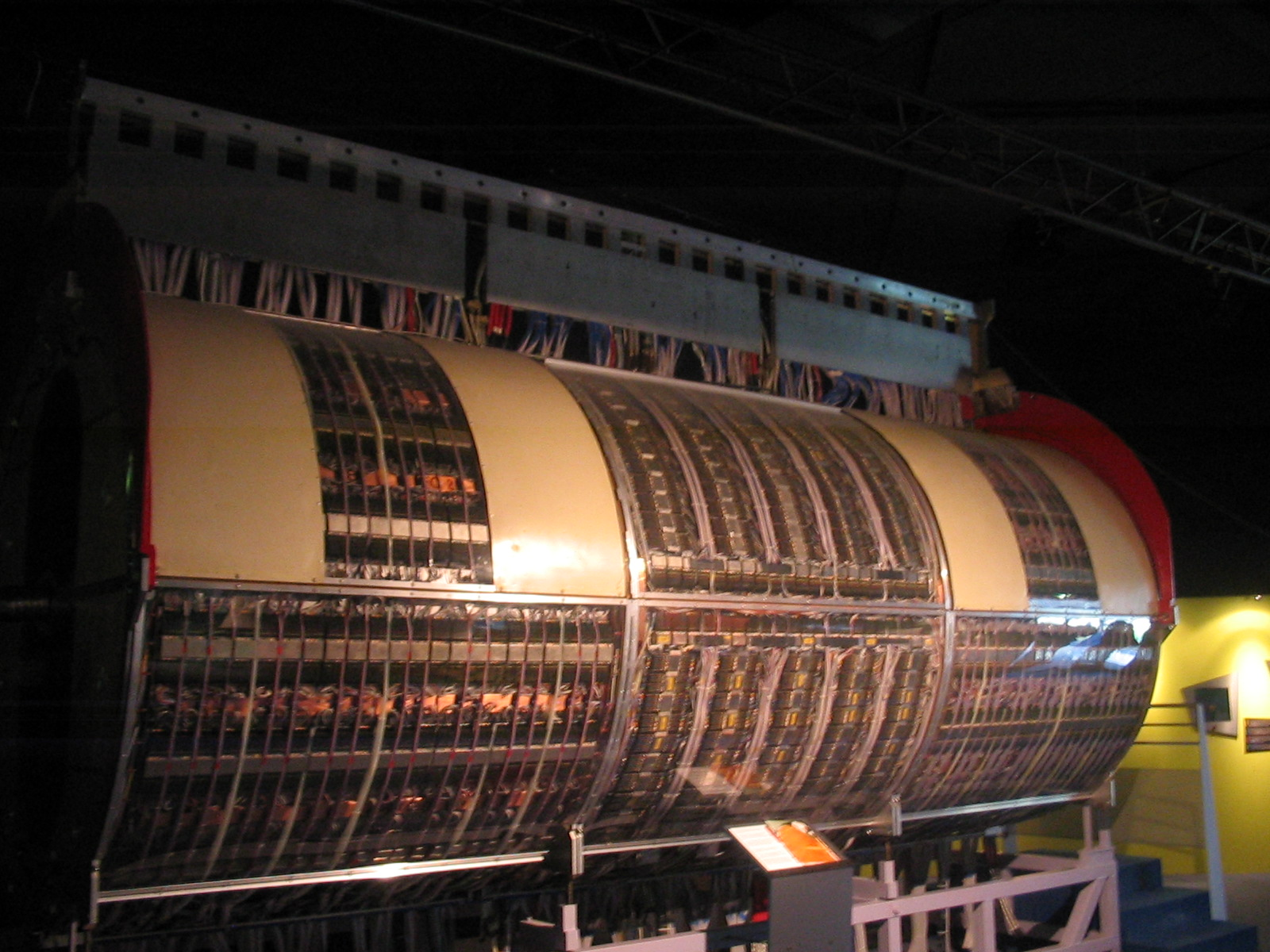
마이크로코슴 박물관에 전시되어 있는 UA1 실험기기의 단면

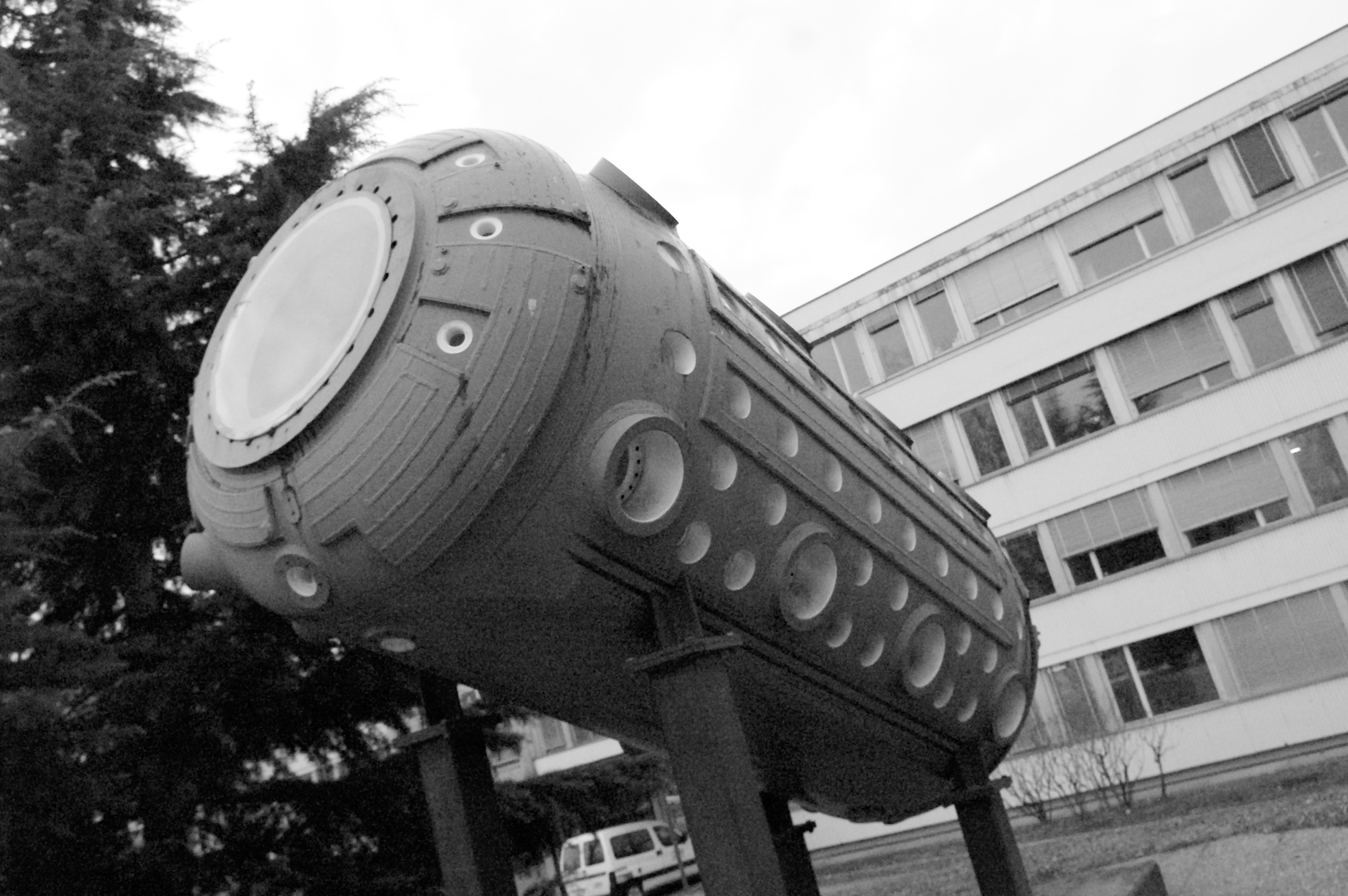
마이크로코슴 박물관에 전시되어 있는 가가멜 거품상자

마이크로코슴 박물관은 CERN에 위치한 입자 물리학 박물관으로, CERN의 역사를 포함한 다음과 같은 입자 물리학의 역사, 주제들을 소개하고 있다.
- CERN의 설립목적과, 현재 진행하고 있는 입자물리학의 연구들
- 우주선 감지기
- LHC 터널 모형
- CERN 실험 기구 모형

## 천사와 악마

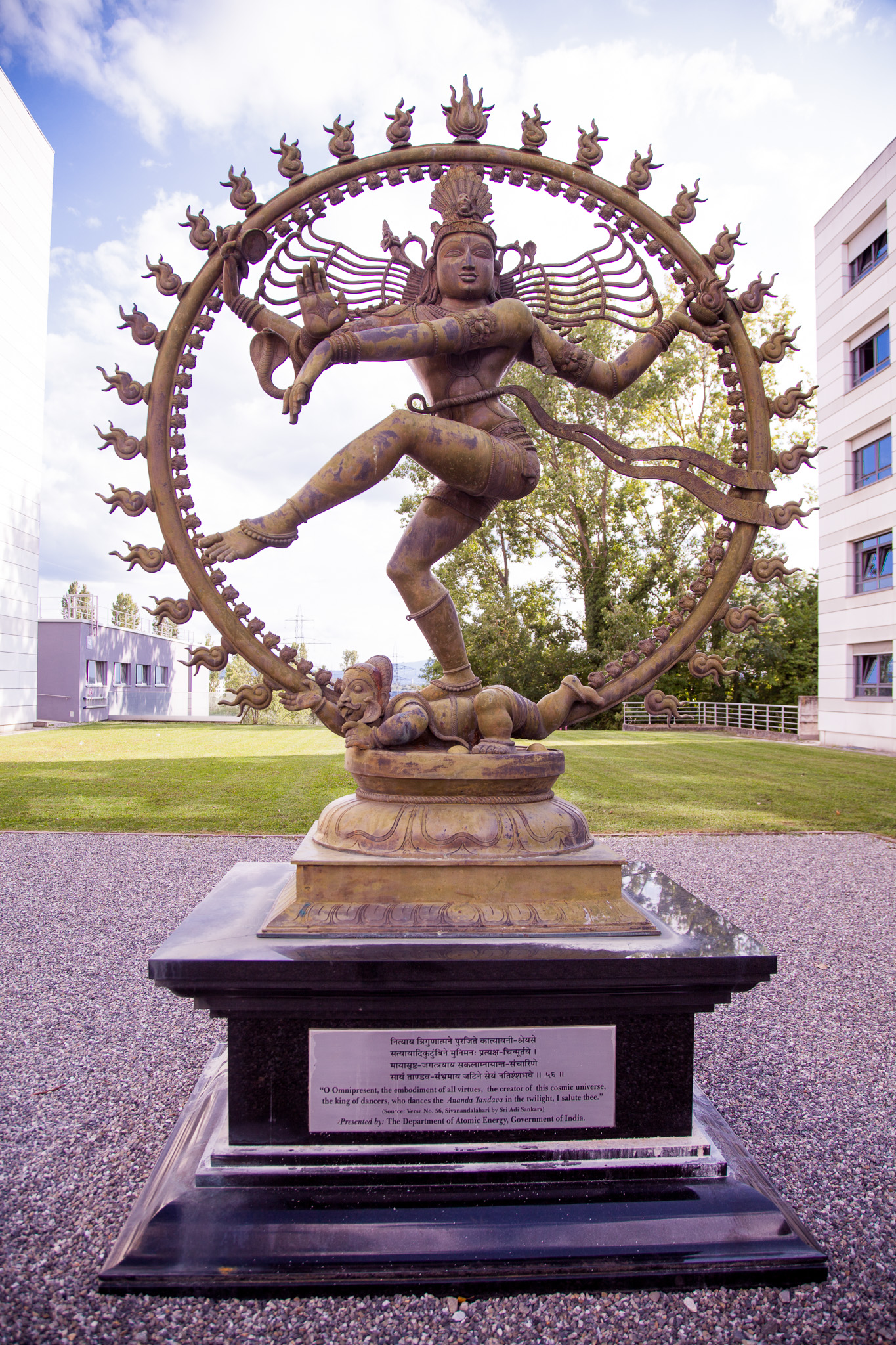
Shiva's statue

CERN은 영화화된 소설 천사와 악마에 중요하게 등장하면서 화제가 되기도 했다.
CERN은 실제로 이 책에 나온 사실과 허구를 구별하기 위해 이 책에 대한 FAQ를 펴내기도 했다.
그 중 대표적인 몇 개를 가져오자면 다음과 같다.
문) CERN은 실제로 존재하나요?
답) 네, 실제로 존재합니다.
문) CERN에서는 붉은 벽돌 건물에서 하얀 실험복을 입은 과학자들이 파일을 들고 다니나요?
답) 아닙니다. 현실과는 거리가 있는 이야기입니다. 대부분의 건물은 콘크리트로 만들어진 하얀 건물이고, 과학자들은 평상복을 입고, 파일을 들고 다니는 일은 거의 없습니다.
문) 반물질이 존재하나요?
답) 네 존재합니다. 그리고 CERN에서 실제로 생성했습니다. 반물질은 1928년 폴 디랙에 의해 예측되었고, 칼 앤더슨에 의해 실제로 관측되었습니다. 그리고 반물질 연구는 CERN에서만 이루어지는 것은 아닙니다.
문) 반물질이 에너지원으로 사용될 수 있나요?
답) 반물질을 에너지원으로 사용할 가능성은 없습니다.
문) CERN이 실제로 X-33 비행기를 소유하고 있습니까?
답) 아닙니다.

## 거대 과학
CERN은 수십 개의 세계 여러 연구기관과 그곳의 과학자들을 동원하여, 전 지구적인 연구를 진행하고 있고, 연구에 사용되는 예산은 한 해 7억 유로에 달한다.
이러한 측면에서 보았을 때, CERN에서 진행되는 연구들은 거대과학의 예라 할 수 있다.

## 같이 보기
- 페르미 국립 가속기 연구소
- LHC
- 스탠퍼드 선형 가속기 센터
- 입자물리학
- 입자 가속기
- 초전도 초충돌기
- 스티븐 와인버그
- 거대과학

## 참고 자료
- 이강영 (2011). 《LHC, 현대 물리학의 최전선》. 사이언스북스. ISBN 978-89-8371-960-7.
- “CERN - the European Oragnization for Nuclear Research”.